# Gmina Union City

Położenie Gminy Union City w hrabstwie Allamakee

Gmina Union City (ang. Union City Township) – gmina w USA, w stanie Iowa, w hrabstwie Allamakee. Według danych z 2000 roku gmina miała 221 mieszkańców.